# Festival Nacional de Esculturas de Nieve
El Festival Nacional de Esculturas de Nieve se realiza en Ushuaia, Tierra del Fuego, Argentina, en los primeros días del mes de agosto de cada año.
Este evento nació en 1995 por iniciativa de un grupo de integrantes de la Fundación Urunday, escultores chaqueños con experiencia internacional, quienes transmitieron las técnicas de la escultura en nieve. Luego contó con el apoyo año tras año de la Asociación de Arte «Formas del Fuego». El ente organizador es la Subsecretaría de Cultura y Educación de la Municipalidad de Ushuaia.

## Cronología
En 1995 se llevó a cabo el primer encuentro a orillas del lago Escondido, en inmediaciones de la hostería Petrel. Además de los escultores de la Fundación Urunday participaron artistas plásticos locales y alumnos y docentes de los Centros Polivalentes de Arte de Ushuaia y Río Grande, que trabajaron sobre seis bloques de nieve cuyas medidas se determinaron en 3 m de altura, 2 m de frente y 2 m de fondo.
En 1996 se realizó el primer concurso nacional de esculturas en nieve y paralelamente el primer concurso provincial. Participaron las provincias de Buenos Aires, Chaco, Córdoba, Corrientes, Entre Ríos, Jujuy, La Pampa, La Rioja, Misiones, Río Negro, Santa Fe y Tierra del Fuego. Ese año se trabajó sobre 21 bloques de nieve en inmediaciones del hotel «del Glaciar».
En 1997 se concretó el primer concurso internacional de arte en nieve, con participación de escultores de países americanos y artistas plásticos locales. 
En 1998 se desarrolló el segundo concurso provincial de esculturas en nieve, en el centro invernal Las Cotorras. Ese año hubo pocas precipitaciones níveas por lo que solo se utilizaron 9 bloques de nieve.
En 1999 se llevó a cabo el segundo concurso nacional y se inauguró el concurso «Categoría B» para aficionados. Participaron las provincias de Córdoba, Entre Ríos, Jujuy, Misiones, Santa Fe y Tierra del Fuego, que realizaron esculturas sobre 21 bloques de nieve. 
En 2000 se realizó el cuarto concurso provincial y el primer encuentro de integración provincial. Ese año participó también un equipo de escultores de Porvenir, Chile. 
En 2001 tuvo lugar el segundo encuentro de integración provincial de escultura en nieve, en el que se presentaron 19 esculturas realizadas en el complejo turístico Haruwen. 
En 2002 el evento se denominó «Concurso de esculturas en nieve, 8ª edición». Se presentaron 42 equipos pero se debió hacer una selección debido a que se superaba la disponibilidad de bloques de nieve, por lo que finalmente se realizaron 25 esculturas en las que participaron, entre otros, escultores con trayectoria internacional. 
Debido al éxito del evento y por iniciativa del Diputado Nacional Omar Rubén Becerra, se declaró a Ushuaia como «Capital Nacional de las Esculturas de Nieve» mediante la Ley n.° 25638.
En 2003 se celebró en el centro invernal «Llanos del Castor» el «Primer simposio internacional de esculturas en nieve – Ushuaia 2003» del que participaron equipos de Estados Unidos, México, Chile y Argentina; y se realizó el quinto concurso provincial en el que se esculpieron 20 bloques de nieve.
En 2004 el evento tuvo que ser suspendido por la escasez de precipitaciones níveas.
En 2012 se realizaron 17 esculturas en el «Bosque Encantado» del centro invernal Haruwen, con la participación de equipos locales y nacionales y dos equipos internacionales, uno de Canadá y otro de Australia.

## Reglamento
La reglamentación de la competencia acepta solo un bloque de nieve compactada para cada escultura. Cada equipo de escultores debe contar con tres personas mayores de 16 años que deben presentar previamente un bosquejo o maqueta de la escultura. El ente organizador entrega a cada equipo un bloque de nieve de 2,40 m x 2,40 m x 2,40 m, el que debe ser aprovechado al máximo esculpiendo todas sus caras y cuyo volumen no puede ser aumentado. Solamente se puede utilizar nieve y agua para realizar la escultura, utilizando las herramientas proporcionadas por el ente organizador: un kit con pala ancha, escalera, serrucho, desbastador curvo, desbastador plano, rallador, pico, balde plástico y hacha pequeña. También se pueden utilizar otras herramientas no suministradas, excepto equipos eléctricos o de combustión. Los premios otorgados son: el premio de los escultores, el premio del público adulto (primero, segundo y tercer premio) y el premio del público infantil.